# أحمد بن علي الحسيني البغدادي
الشَّريف أبو عبد الله أحمد بن علي بن المعمر الحسيني العلوي البغدادي (؟ - 24 يناير 1174/ 19 جمادى الآخرة 569) عالم مسلم وأديب وشاعر عراقي من أهل القرن السادس الهجري/ الثاني عشر الميلادي. ولد في بغداد في عائلة شريفة حسينة علوية ونشأ بها. تولى نقابة العلويين 39 سنة بعد أبيه في 530 هـ/ 1144 م حتى وفاته ببغداد. له من الرسائل مجلدان.

## نسبه
هو أحمد بن علي بن المعمر بن محمد بن المعمر بن أحمد بن محمد بن عبيد الله بن علي بن عبيد الله الأعرج بن الحسين الاصغر بن علي بن الحسين ابن علي بن أبي طالب.

## سيرته
ولد أبو عبد الله أحمد بن علي الحسيني في سنة غير معلومة في بغداد في عائلة شريفة حسينة علوية ونشأ بها. أخذ الحديث عن المبارك بن عبد الجبار الطيوري. وقد روى الحديث، فسمع منه أبو الفضل أحمد بن صالح بن شافع، وأبو إسحاق إبراهيم بن الشعّار، وأبو الحسن عليّ بن أحمد اليزدي. وصفه ياقوت الحموي في معجم الأدباء «أديب فاضل شاعر منشئ، له رسائل مدونة حسنة مرغوب فيها يتداولها الناس، في مجلدين، وكان من ذوي الهيئات والمنزلة الخطيرة التي لا يجحدها أحد، وكان فيه كيس ومحبة لأهل العلم، وبينه وبين محمد بن الحسن بن حمدون مكاتبات كتبناها في ترجمته، وكان وقورا عاقلا جدا، تولى النقابة بعد أبيه في سنة ثلاثين وخمسمائة، ولم يزل على ذلك إلى أن مات...» وصفه ابن الأثير بأنه كان حسنة أهل بغداد. هو أديب وشاعر وكاتب وعارف بالحديث ويعد «صدوق حسن الحديث».
توفي في يوم 19 جمادى الآخرة 569/ 24 يناير 1174 بداره بالحريم الطاهري في بغداد. فيكون قد ولي النقابة 39 سنة وصلى عليه جمع كثير، وتقدم في الصلاة عليه أبو القاسم عبد الرحيم بن إسماعيل النيسابوري بوصية منه بذلك. ثم نقل جثمانه إلى المدائن فدفن في مشهد موسى الكاظم/ مقابر قريش.

## مؤلفاته
له تصانيف، منها: كتاب ذيله على كتاب المنثور والمنظوم، وكتاب آخر مجموع.